# Cautérisation
La cautérisation est une technique médicale fondée sur l’utilisation de la chaleur ou de produit chimique (comme le nitrate d'argent, l'acide chromique ou l'acide trichloroacétique) pour détruire des cellules anormales (par exemple des cellules cancéreuses) ou obturer des vaisseaux sanguins (par exemple dans le cas de saignements de nez à répétition). 

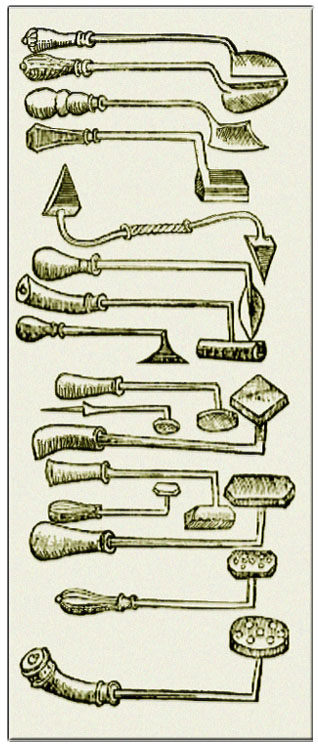
Contenu de la trousse d'instruments de cautérisation par la chaleur, d'Ambroise Paré (1624)

Elle se fait généralement par application d'un fer chauffé à blanc sur la plaie, pour stopper l'hémorragie. Auparavant, au Moyen Âge, Abulcassis dans son ouvrage Al-Tasrif promouvait des cautères pour l'hémostase.
Historiquement, la cautérisation était considérée comme un moyen de prévention des infections, mais la recherche actuelle montre qu'en réalité, elle en augmente le risque en causant des dommages supplémentaires aux tissus, procurant ainsi un environnement plus hospitalier au développement des bactéries.

## Exemples de cautérisations médicales
- La cautérisation du nez est indiquée chez des patients présentant des hémorragies à répétition secondaires à une tâche vasculaire. Le traitement consiste à cautériser les vaisseaux responsables. La cautérisation nasale peut entrainer un syndrome de nez vide[2],[3],[4].
- Le kératocône utilise la cautérisation chimique pour reformer une cornée
- Le nitrate d'argent est l'ingrédient actif de la caustique lunaire, procédé consistant à entourer une sorte d'aiguille de coton et de tremper celle-ci dans la solution de nitrate d'argent, pour ensuite l'appliquer quelque temps sur les parois de la muqueuse afin de la cautériser.

## Cautérisés notoires
- Louis XIV, cautérisé au palais après qu'il eut été déchiré par l'extraction d'une dent.

## Cautérisation chimique
Cette expression désigne les formes de brûlures externes ou internes induites par des substances acides ou alcalines, ou des produits tels que le ciment ou les phénols.
- Les acides causent des nécroses, une coagulation et une décoloration des tissus.
- Les brûlures alcalines (fréquentes dans l'industrie) se traduisent par des protéinates, graisses saponacées avec des lésions parfois profondes. S'agenouiller dans le ciment peut causer des crevasses qui se développent en profondeur et nécessitent parfois une excision suivie d'une greffe cutanée[5].